# Scott Goodyear
Pour les articles homonymes, voir Goodyear.
Scott Goodyear (né le 20 décembre 1959 à Toronto, Canada) est un ancien pilote automobile canadien. 

## Biographie
Scott Goodyear a débuté en sport automobile en 1980. Il remporte le championnat de Formule Atlantic en 1986 et accède la saison suivante au championnat CART. Il y connaît des premières années discrètes, avant de sortir de l'ombre à l'occasion de la saison 1992. Cinquième du classement général avec une victoire sur l'ovale du Michigan, il se met surtout en valeur à l'occasion des 500 Miles d'Indianapolis, où il livre dans les derniers tours de la course une bataille acharnée avec Al Unser Jr.  pour remporter la victoire alors qu'il s'était élancé de la dernière place sur la grille. Battu sur la ligne par seulement 0.043 secondes, soit le plus petit écart de l'histoire de l'épreuve, il n'en devient pas moins très populaire auprès du public.
En 1994, il remporte une deuxième victoire mais se retrouve sans volant régulier à l'issue de la saison. 
Lors de l'édition 1995 des 500 miles d'Indianapolis, l'épreuve est neutralisée sous drapeau jaune (et donc sous pace-car) à onze tours du terme. Goodyear mène la course et prépare la relance quand vient le retour du drapeau vert. Mais en raison d'un rythme trop élevée des monoplaces et du rythme trop lent de la voiture de sécurité, Goodyear la dépasse alors qu'elle est encore sur la piste, faute que n'ont pas commis Jacques Villeneuve, second, ni le reste du peloton. La direction de course lui impose alors un stop-and-go, qu'il refuse d'effectuer, appuyé par son stand qui lui conseille de rester en piste, dans l'espoir d'une contestation post-course. Goodyear est finalement considéré "hors course" au tour 195, ignoré par la réalisation TV, et classé quinzième.
Ses derniers mois dans la série CART sont également perturbés par un grave accident survenu au mois de mars 1996 lors de la manche de Rio de Janeiro. Bien que physiquement diminué, il participe quelques semaines plus tard aux 24 heures du Mans et il termine en troisième place au volant d'une Porsche 911 GT1 en équipe avec Karl Wendlinger et Yannick Dalmas.
À partir de la saison 1997, il rejoint l'Indy Racing League, alors considéré comme un championnat de moindre valeur que le CART, mais qui compte l'Indianapolis 500 à son calendrier. Lors de l'Indy 500 1997, il connaît de nouveau une défaite amère, doublé par son coéquipier Arie Luyendyk à quelques tours de l'arrivée, et incapable de défendre ses chances lors de l'ultime "restart" en raison d'une signalisation erronée (les lumières jaunes indiquant la neutralisation de la course clignotaient encore sur le circuit). 
 
Il remporte deux victoires en 1999 (ainsi que le titre honorifique de "pilote le plus populaire du championnat", décerné par les fans) et une en 2000, saison qu'il termine à la deuxième place du classement général. En 2001, il se contente de disputer l'Indy 500 mais est victime d'un accident au cours duquel il se fracture une vertèbre, ce qui l'incite à mettre un terme à sa carrière.

## Résultats aux500 milesd'Indianapolis
| Année | Voiture          | Équipe         | Qualification | Résultat      |
| ----- | ---------------- | -------------- | ------------- | ------------- |
| 1990  | Lola-Judd        | -              | 21e           | 10e           |
| 1991  | Lola-Judd        | -              | 12e           | 27e (abandon) |
| 1992  | Lola-Chevrolet   | Walker Racing  | 33e           | 2e            |
| 1993  | Lola-Ford        | Walker Racing  | 4e            | 7e            |
| 1994  | Lola-Ford        | King Racing    | 33e           | 30e (abandon) |
| 1995  | Reynard-Honda    | Tasman         | 3e            | 14e           |
| 1997  | G Force-Aurora   | -              | 5e            | 2e            |
| 1998  | G Force-Aurora   | Panther Racing | 10e           | 24e (abandon) |
| 1999  | G Force-Aurora   | Panther Racing | 9e            | 27e (abandon) |
| 2000  | Dallara-Aurora   | Panther Racing | 13e           | 9e            |
| 2001  | Dallara-Infiniti | Team Cheever   | 16e           | 32e (abandon) |

En 1992, Scott Goodyear n'était pas parvenu à se qualifier. Mais il a remplacé pour la course son coéquipier Mike Groff (en) et s'est donc élancé en dernière position. 

## Résultats aux 24 Heures du Mans
| Année | Voiture         | Équipe          | Équipiers                        | Résultat |
| ----- | --------------- | --------------- | -------------------------------- | -------- |
| 1987  | Porsche 962C    | Brun Motorsport | Bill Adam (en) / Richard Spénard | Abandon  |
| 1996  | Porsche 911 GT1 | Porsche AG      | Yannick Dalmas / Karl Wendlinger | 3e       |